# 1432 w polityce

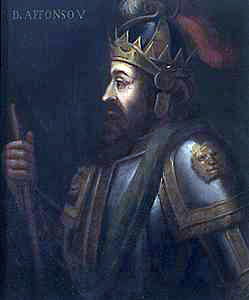
Alfons V Afrykańczyk

Wydarzenia polityczne w 1432 roku.

## Wydarzenia
- 15 października – w Grodnie została podpisana polsko-litewska Unia grodzieńska przez Zbigniewa Oleśnickiego ze strony Korony i Zygmunta Kiejstutowicza ze strony Litwy[1].

## Urodzili się
- 15 stycznia – Alfons V Afrykańczyk, król Portugalii.
- 1 marca – Izabela de Coimbra, pierwsza żona Alfonsa V Afrykańczyka.
- 12 kwietnia – Anna Habsburżanka, córka Albrechta II Habsburga i żona Wilhelma II, landgrafa Turyngii.
- Giovanni Battista Cybo, późniejszy papież Innocenty VIII.

## Zmarli
- 29 czerwca – Janus, król Cypru i tytularny władca Armenii.
- Aleksander Dobry, hospodar mołdawski.